# 武庫駅
武庫駅（むこえき）は、鳥取県日野郡江府町大字武庫にある西日本旅客鉄道（JR西日本）伯備線の駅である。1961年（昭和36年）開業で、伯備線で最も新しい駅である。

## 歴史
- 1961年（昭和36年）8月23日：国鉄伯備線根雨駅 - 江尾駅間に新設[1][2]。気動車の旅客のみ取扱う無人駅[3]。
- 1987年（昭和62年）4月1日：国鉄分割民営化に伴い、JR西日本の駅となる[1]。

## 駅構造

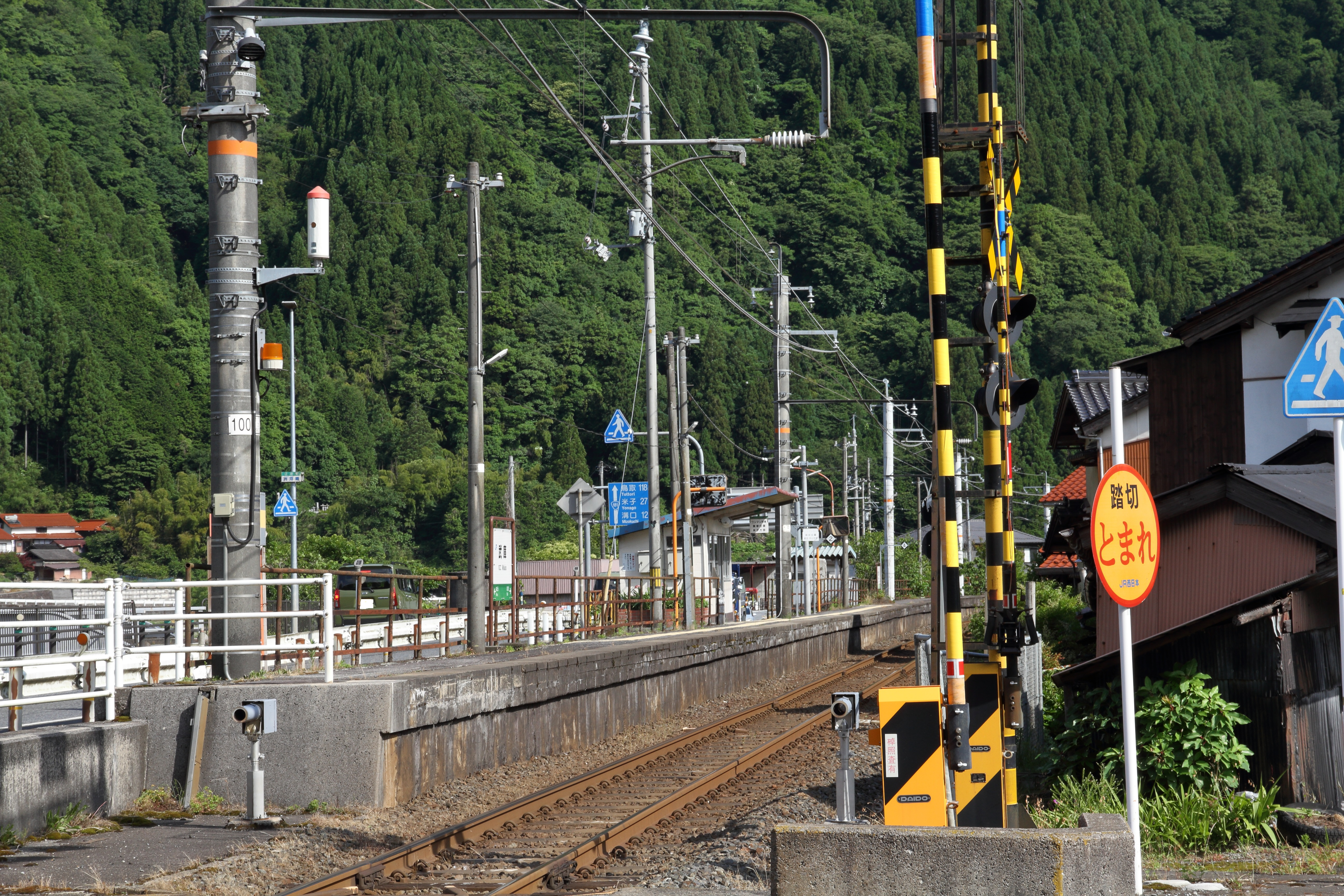
構内（2024年6月）

米子方面に向かって左側に単式ホーム1面1線を有する地上駅（停留所）。伯備線で唯一の交換設備を有さない駅である。駅舎は無く、ホームと待合所がある。米子駅管理の無人駅。自動券売機は設置されていない。以前は待合室手前に乗車駅証明書発行機が設置されていた。

## 利用状況
近年の1日平均乗降人員の推移は以下の通り。
| 乗降人員推移 | 乗降人員推移 |
| 年度         | 1日平均人数  |
| ------------ | ------------ |
| 2011         | 59           |
| 2012         | 58           |
| 2013         | 61           |
| 2014         | 60           |
| 2015         | 52           |
| 2016         | 52           |
| 2017         | 46           |
| 2018         | 43           |
| 2019         | 58           |
| 2021         | 46           |

## 駅周辺
- 江府町立明倫小学校 - 2009年3月31日に廃校となる。
- 国道181号（国道183号重複）

## 隣の駅
西日本旅客鉄道（JR西日本）
 伯備線
根雨駅 - 武庫駅 - 江尾駅